# Obergefell kiện Hodges
Obergefell kiện Hodges là một án lệ mang tính bước ngoặt của Tòa án tối cao Hoa Kỳ, xác định rằng Tu chính án thứ 14 Hiến pháp Hoa Kỳ đảm bảo quyền kết hôn của người cùng giới và yêu cầu tất cả 50 tiểu bang, Washington, D.C. và các vùng quốc hải Hoa Kỳ phải cấp, công nhận giấy chứng nhận kết hôn của người cùng giới theo cùng các điều kiện và với quyền, nghĩa vụ bình đẳng giống như người khác giới. Trước đó, 36 tiểu bang, Washington, D.C. và Guam công nhận hôn nhân cùng giới.
Từ tháng 1 năm 2012 đến tháng 2 năm 2014, các nguyên đơn ở Michigan, Ohio, Kentucky và Tennessee khởi kiện lệnh cấm hôn nhân cùng giới tại Tòa án quận liên bang. Sau khi các Tòa án quận liên bang ra phán quyết có lợi cho nguyên đơn, các tiểu bang kháng nghị quyết định lên Tòa án phúc thẩm liên bang Khu vực 6. Tháng 11 năm 2014, Tòa án phúc thẩm liên bang Khu vực 6 phán quyết rằng lệnh cấm hôn nhân cùng giới phù hợp với Hiến pháp Hoa Kỳ, mặc dù các Tòa án phúc thẩm liên bang Khu vực 4, 7, 9 và 10 lại phán quyết rằng rằng lệnh cấm vi phạm Hiến pháp, gây ra sự chia rẽ cấp phúc thẩm khiến cho Tòa án tối cao đồng ý thụ lý vụ việc. Ngày 26 tháng 6 năm 2015, Tòa án tối cao yêu cầu các tiểu bang phải cấp giấy chứng nhận kết hôn cho cặp đôi cùng giới và công nhận tình trạng hôn nhân của cặp đôi cùng giới được thực hiện hợp lệ ở các tiểu bang khác, xác lập hôn nhân cùng giới ở Hoa Kỳ.

## Xét xử sơ thẩm
Vụ Obergefell kiện Hodges không phải là một vụ kiện mà là sự hợp nhất của sáu vụ kiện tại của 16 cặp đôi cùng giới, bảy đứa con của họ, một góa phụ, một tổ chức nhận con nuôi và một giám đốc tang lễ tại Michigan, Ohio, Kentucky và Tennessee. Tất cả các nguyên đơn đều thắng kiện tại cấp sơ thẩm.

### Vụ kiện ở Michigan:DeBoer kiện Snyder
April DeBoer và Jayne Rowse là một cặp đôi cùng giới. Hai người tổ chức lễ cam kết vào tháng 2 năm 2007 và muốn nhận nuôi con. Rowse nhận nuôi một bé trai vào tháng 11. DeBoer nhận nuôi một bé gái vào tháng 4 năm 2011. Rowse nhận nuôi bé trai thứ hai vào tháng 10 năm 2011. Tuy nhiên, pháp luật Michigan không cho phép cặp đôi cùng giới nhận con nuôi. Ngày 23 tháng 1 năm 2012, DeBoer và Rowse khởi kiện Thống đốc Michigan Richard Snyder tại Tòa án liên bang Quận phía Đông Michigan, cáo buộc rằng luật nhận con nuôi của Michigan vi phạm Hiến pháp Hoa Kỳ.
Ngày 29 tháng 8 năm 2012, Tòa án đề nghị các nguyên đơn sửa đổi đơn khởi kiện theo hướng khiếu nại lệnh cấm hôn nhân cùng giới của Michigan vi phạm Hiến pháp Hoa Kỳ. Các nguyên đơn nộp đơn khởi kiện mới vào ngày 7 tháng 9 năm 2012. Ngày 7 tháng 3 năm 2013, tòa án tạm đình chỉ vụ kiện cho đến khi Tòa án tối cao xét xử vụ Hoa Kỳ kiện Windsor và Hollingsworth kiện Perry để có sự hướng dẫn của Tòa án tối cao. Phiên tòa bắt đầu vào ngày 25 tháng 2 và kết thúc vào ngày 7 tháng 3 năm 2014. Ngày 21 tháng 3 năm 2014, Tòa án quận liên bang phán quyết rằng lệnh cấm hôn nhân cùng giới của Michigan là trái với Hiến pháp Hoa Kỳ vì Michigan không có lý do chính đáng để cấm hôn nhân cùng giới.

### Vụ kiện ở Ohio

#### Obergefell kiện Kasich

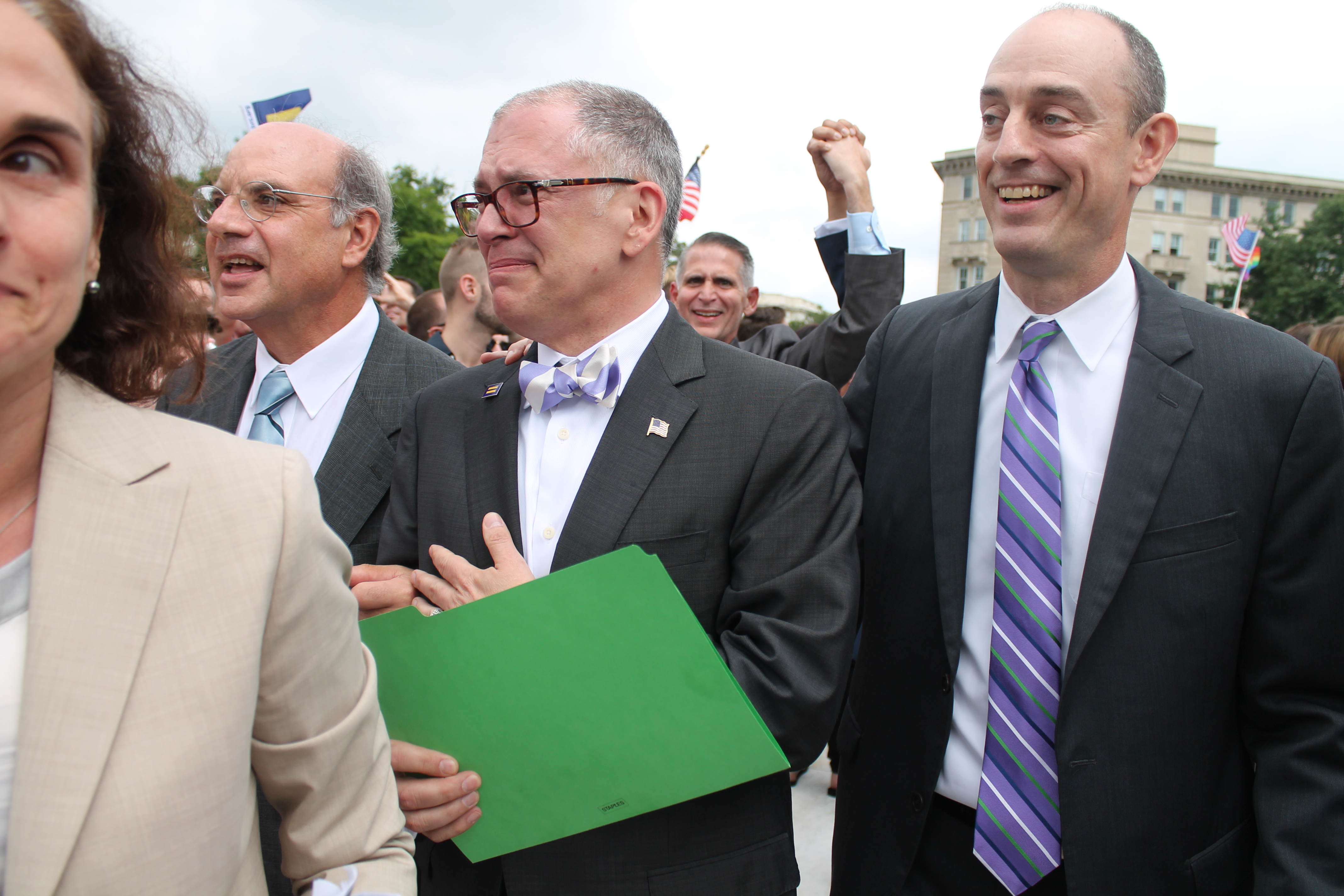
James Obergefell (tiền cảnh, giữa) và luật sư Al Gerhardstein (tiền cảnh, trái) phản ứng trước phán quyết của Tòa án tối cao, ngày 26 tháng 6 năm 2015.

Jim Obergefell và John Arthur kết hôn tại Maryland vào ngày 11 tháng 7 năm 2013. Biết rằng Ohio, tiểu bang thường trú của họ, không công nhận hôn nhân cùng giới, hai người khởi kiện Thống đốc Ohio John Kasich tại Tòa án liên bang Quận Nam Ohio vào ngày 19 tháng 7 năm 2013, cáo buộc rằng Ohio phân biệt đối xử với cặp đôi đồng giới kết hôn hợp pháp ở tiểu bang khác. Arthur mắc chứng xơ cứng teo cơ một bên, nên họ muốn cơ quan đăng ký hộ tịch của Ohio ghi Obergefell là chồng của ông trên giấy chứng tử dựa trên giấy chứng nhận kết hôn được cấp tại Maryland. Cơ quan đăng ký hộ tịch đồng ý rằng lệnh cấm hôn nhân cùng giới vi phạm Hiến pháp Hoa Kỳ, nhưng tổng chưởng lý Ohio tuyên bố sẽ bảo vệ lệnh cấm hôn nhân cùng giới của Ohio.
Ngày 22 tháng 7, Tòa án quận liên bang tạm thời yêu cầu Cơ quan đăng ký hộ tịch Ohio không cấp giấy chứng tử nếu không ghi nhận tình trạng hôn nhân của Arthur là "đã kết hôn" và Obergefell là chồng của ông. Tòa án chỉ ra rằng pháp luật của Ohio công nhận tình trạng hôn nhân được thực hiện hợp lệ ngoài Ohio, bao gồm một số cuộc hôn nhân giữa anh em họ hoặc người chưa thành niên, dù cho cuộc hôn nhân đó là bất hợp pháp nếu được thực hiện ở Ohio. Tổng chưởng lý Ohio Mike DeWine tuyên bố sẽ không kháng nghị lệnh của tòa án. Ngày 13 tháng 8, Tòa án gia hạn lệnh tạm thời cho đến cuối tháng 12 và ấn định phiên tranh luận về lệnh cưỡng chế trong vụ kiện vào ngày 18 tháng 12.
Ở một diễn biến khác, David Michener và William Herbert Ives kết hôn tại Delaware vào ngày 22 tháng 7 năm 2013. Ngày 27 tháng 8, Ives qua đời tại Cincinnati, Ohio. Di nguyện của ông là được hỏa táng, nhưng phải được cấp giấy chứng tử trước mà Michener không thể được ghi là chồng của Ives trên giấy chứng tử theo luật của Ohio. Vì vậy, ông khiếu nại lệnh cấm hôn nhân cùng giới của Ohio và được thêm vào làm nguyên đơn trong vụ kiện của Obergefell vào ngày 3 tháng 9 năm 2013.
Ngày 25 tháng 9, tòa án bãi bỏ tư cách bị đơn của thống đốc và tổng chưởng lý Ohio theo kiến nghị của các nguyên đơn, đồng thời bổ sung giám đốc tang lễ Robert Grunn làm nguyên đơn để có thể xác định nghĩa vụ pháp lý của ông theo luật Ohio khi phục vụ khách hàng là cặp đôi cùng giới. Giám đốc Sở Y tế Ohio Theodore Wymyslo trở thành bị đơn chính và vụ kiện được đổi tên thành Obergefell kiện Wymyslo. Sau khi John Arthur qua đời vào ngày 22 tháng 10, Ohio kiến nghị đình chỉ vụ kiện, nhưng bị tòa án bác bỏ vào ngày 1 tháng 11. Ngày 23 tháng 12, tòa án phán quyết rằng việc Ohio từ chối công nhận hôn nhân cùng giới ngoài tiểu bang là phân biệt đối xử, vi phạm quyền được bảo vệ đời tư và yêu cầu Ohio công nhận tình trạng hôn nhân cùng giới ngoài tiểu bang trên giấy chứng tử.

#### Henry kiện Wymyslo
Georgia Nicole Yorksmith và Pamela Yorksmith kết hôn tại California vào ngày 14 tháng 10 năm 2008. Hai người có một cậu con trai và dự kiến sinh đứa con thứ hai. Năm 2011, Kelly Noe và Kelly McCraken kết hôn tại Massachusetts. Joseph J. Vitale và Robert Talmas kết hôn tại New York vào ngày 20 tháng 9 năm 2011. Ngày 17 tháng 1 năm 2014, họ nhận nuôi một bé trai thông qua tổ chức nhận con nuôi Adoption STAR, cùng ngày Brittani Henry và Brittni Rogers kết hôn tại New York. Henry và Rogers cũng dự kiến sinh một đứa con trai. Ba cặp đôi nữ sống ở Ohio, trong khi Vitale và Talmas sống ở New York với con trai nuôi. Ngày 10 tháng 2 năm 2014, bốn cặp đôi nộp đơn khởi kiện giám đốc Sở Y tế Ohio Theodore Wymyslo tại Tòa án liên bang Quận Nam Ohio, yêu cầu tiểu bang phải ghi tên cả hai người mẹ trên giấy khai sinh của con họ. Adoption STAR cũng khởi kiện tiểu bang vì luật của Ohio buộc tổ chức này phải cung cấp thêm dịch vụ không đầy đủ cho cặp đôi cùng giới tại Ohio.
Sau khi tòa án thụ lý vụ kiện, các nguyên đơn bổ sung yêu cầu tòa án tuyên bố lệnh cấm công nhận hôn nhân cùng giới của Ohio là vi hiến. Sau khi Ted Wymyslo từ chức, Lance Himes trở thành giám đốc tạm thời và vụ kiện được đổi tên thành Henry kiện Himes. Ngày 14 tháng 4, tòa án phán quyết rằng Ohio phải công nhận hôn nhân cùng giới ngoài tiểu bang, nhưng hoãn việc thi hành phán quyết, ngoại trừ yêu cầu tiểu bang cấp giấy khai sinh cho các nguyên đơn.

### Vụ kiện tại Kentucky

#### Bourke kiện Beshear

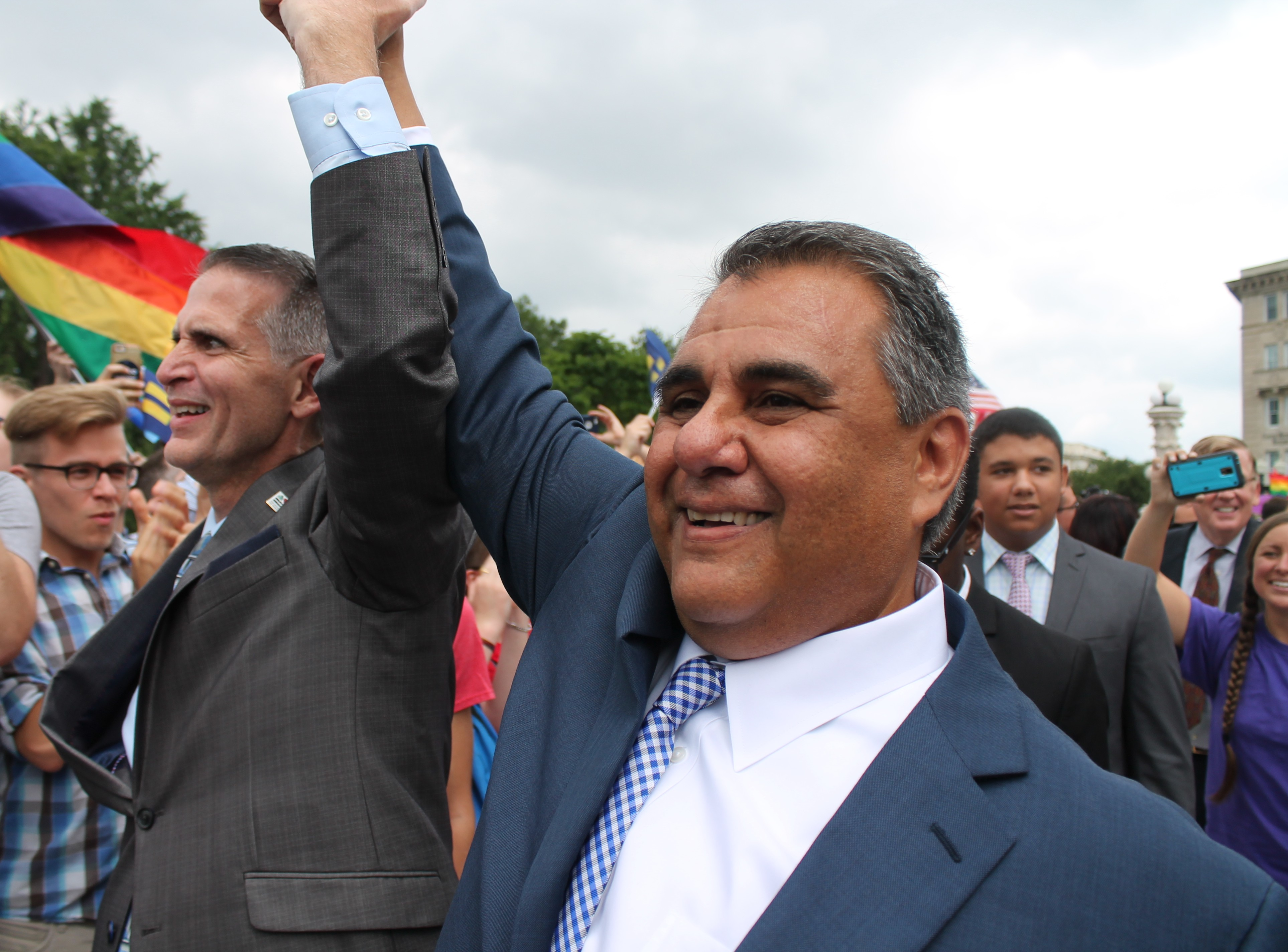
Gregory Bourke (trái) và Michael DeLeon (phải) ăn mừng bên ngoài trụ sở Tòa án tối cao, ngày 26 tháng 6 năm 2015.

Gregory Bourke và Michael DeLeon kết hôn tại Ontario, Canada vào ngày 29 tháng 3 năm 2004 và có hai người con. Randell Johnson và Paul Campion kết hôn tại California vào ngày 3 tháng 7 năm 2008 và có bốn người con. Jimmy Meade và Luther Barlowe kết hôn tại Iowa vào ngày 30 tháng 7 năm 2009. Kimberly Franklin và Tamera Boyd kết hôn tại Connecticut vào ngày 15 tháng 7 năm 2010. Những người ở trên đều thường trú tại Kentucky. Ngày 26 tháng 7 năm 2013, gia đình Bourke và DeLeon nộp đơn khởi kiện Thống đốc Kentucky Steve Beshear tại Tòa án liên bang Quận Tây Kentucky, cáo buộc rằng lệnh cấm hôn cùng giới của Kentucky và việc không công nhận hôn nhân cùng giới ngoài tiểu bang vi phạm Hiến pháp Hoa Kỳ.
Ngày 16 tháng 8, Johnson và Campion, bốn đứa con của họ, và Meade và Barlowe tham gia vụ kiện. Ngày 1 tháng 11, Franklin và Boyd tham gia vụ kiện. Ban đầu, cặp đôi này nộp đơn khởi kiện riêng lên Tòa án liên bang Quận Đông Kentucky, nhưng có lệnh thay đổi địa điểm xét xử với mục đích chính thức hợp nhất vụ kiện với vụ Bourke. Tuy nhiên, việc hợp nhất không xảy ra và đơn khởi kiện của Franklin và Boyd bị bác bỏ vì không đưa ra được những điểm khiếu nại mới. Ngày 12 tháng 2 năm 2014, tòa án phán quyết rằng lệnh cấm công nhận hôn nhân cùng giới của Kentucky vi phạm Hiến pháp Hoa Kỳ.

#### Love kiện Beshear
Maurice Blanchard và Dominique James tổ chức lễ cưới theo nghi lễ tôn giáo vào ngày 3 tháng 6 năm 2006, nhưng bị văn phòng đăng ký hộ tịch quận Kentucky nhiều lần từ chối cấp giấy chứng nhận kết hôn. Timothy Love và Lawrence Ysunza đã chung sống trong 30 năm, nhưng cũng bị văn phòng đăng ký hộ tịch Quận Jefferson từ chối cấp giấy chứng nhận kết hôn. Ngày 14 tháng 2 năm 2014, hai cặp đôi nộp đơn yêu cầu tham gia làm nguyên đơn trong vụ kiện của Bourke. Vụ kiện được tách thành hai vụ và vụ kiện của hai cặp đôi được đổi tên thành Love kiện Beshear. Ngày 1 tháng 7 năm 2014, tòa án phán quyết rằng người đồng tính luyến ái thuộc nhóm có khả năng bị phân biệt đối xử và luật cấm hôn nhân cùng giới của Kentucky vi phạm Điều khoản bảo vệ bình đẳng của Tu chính án thứ 14 Hiến pháp Hoa Kỳ. Tòa án bác bỏ lập luận của tiểu bang là "không nghiêm túc."

### Vụ kiện tại Tennessee:Tanco kiện Haslam
Joy Espejo và Matthew Mansell kết hôn tại California vào ngày 5 tháng 8 năm 2008 và nhận nuôi hai đứa con. Tháng 5 năm 2012, họ chuyển đến Franklin, Tennessee. Kellie Miller và Vanessa DeVillez kết hôn tại New York vào ngày 24 tháng 7 năm 2011 và chuyển đến Tennessee. Trung sĩ dự bị Lục quân hạng nhất Ijpe DeKoe và Thomas Kostura kết hôn tại New York vào ngày 4 tháng 8 năm 2011. Sau khi hoàn thành nhiệm vụ ở Afghanistan, DeKoe được điều động đến Memphis, Tennessee vào tháng 5 năm 2012 và Kostura sau đó chuyển đến sống. Ngày 3 tháng 9 năm 2013, Bộ Quốc phòng công nhận tình trạng hôn nhân của họ. Valeria Tanco và Sophia Jesty kết hôn tại New York vào ngày 9 tháng 9 năm 2011, sau đó chuyển đến Tennessee. Ngày 21 tháng 10 năm 2013, bốn cặp đôi nộp đơn khởi kiện thống đốc Tennessee Bill Haslam tại Tòa án liên bang Quận Trung Tennessee, yêu cầu tiểu bang công nhận tình trạng hôn nhân của họ.
Ngày 19 tháng 11 năm 2013, các nguyên đơn kiến nghị tòa án đình chỉ lệnh cấm công nhận hôn nhân cùng giới đối với họ. Ngày 10 tháng 3 năm 2014, Kellie Miller và Vanessa DeVillez rút khỏi vụ kiện. Ngày 14 tháng 3, tòa án ban hành lệnh tạm thời yêu cầu tiểu bang công nhận tình trạng hôn nhân của ba cặp đôi nguyên đơn. Ngày 20 tháng 3, tòa án bác bỏ kiến nghị đình chỉ lệnh tạm thời với lý do rằng lệnh của tòa án chỉ áp dụng cho các nguyên đơn trong vụ kiện này.

## Xét xử phúc thẩm

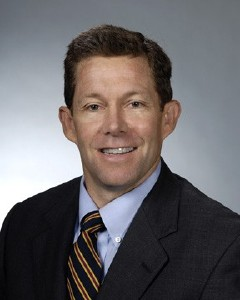
Thẩm phán Jeffrey Sutton viết phán quyết của Tòa án phúc thẩm liên bang Khu vực 6 xác nhận lệnh cấm hôn nhân cùng giới, gây chia rẽ cấp phúc thẩm khiến cho Tòa án tối cao đồng ý thụ lý vụ việc.

Các tiểu bang kháng nghị quyết định của những Tòa án liên bang Quận lên Tòa án phúc thẩm liên bang Khu vực 6. Ngày 20 tháng 5, Tòa án phúc thẩm liên bang Khu vực 6 hợp nhất vụ Obergefell kiện Himes với Henry kiện Himes. Sau khi Lance Himes được bổ nhiệm làm giám đốc y tế tạm thời vào ngày 21 tháng 2, vụ Obergefell được đổi tên thành Obergefell kiện Himes. Theo kiến nghị của các bên, Tòa án phúc thẩm liên bang Khu vực 6 hợp nhất Bourke kiện Beshear và Love kiện Beshear. Ngày 6 tháng 8, Tòa án phúc thẩm liên bang tổ chức phiên tranh luận trong cả bốn vụ kiện. Ngày 11 tháng 8, Richard Hodges kế nhiệm Himes làm giám đốc y tế Ohio và vụ Obergefell được đổi tên thành Obergefell kiện Hodges.
Ngày 6 tháng 11 năm 2014, Tòa án phúc thẩm liên bang Khu vực 6 phán quyết rằng lệnh cấm hôn nhân cùng giới của Ohio không vi phạm Hiến pháp Hoa Kỳ, căn cứ án lệ Baker kiện Nelson năm 1972 của Tòa án tối cao. Thẩm phán Sutton cho rằng các nguyên đơn không chứng minh được rằng có lý do chính đáng để tòa án công nhận hôn nhân cùng giới thay vì để cử tri của tiểu bang quyết định một cách dân chủ.

## Xét xử tại Tòa án tối cao

### Kháng cáo
Các nguyên đơn kháng cáo quyết định của Tòa án phúc thẩm liên bang Khu vực 6 lên Tòa án tối cao. Cơ quan nhận con nuôi Adoption STAR không nộp đơn xin lệnh.
Những nguyên đơn trong vụ DeBoer lập luận rằng lệnh cấm hôn nhân cùng giới vi phạm Tu chính án thứ 14. Những nguyên đơn trong vụ Obergefell cho rằng việc Ohio không công nhận hôn nhân cùng giới ngoài tiểu bang vi phạm Điều khoản Trình tự công bằng và Điều khoản Bảo vệ bình đẳng của Tu chính án thứ 14 và việc Ohio không công nhận quyết định nhận con nuôi của một tiểu bang khác vi phạm Điều khoản Tín nhiệm hoàn toàn của Hiến pháp Hoa Kỳ. Những nguyên đơn trong vụ Tanco cho rằng việc cấm hôn nhân cùng giới và không công nhận tình trạng hôn nhân cùng giới ngoài tiểu bang vi phạm Điều khoản Trình tự công bằng hoặc Điều khoản Bảo vệ bình đẳng của Tu chính án thứ 14, việc không công nhận tình trạng hôn nhân cùng giới được thực hiện ngoài tiểu bang có vi phạm quyền tự do đi lại giữa các tiểu bang của cặp đôi cùng giới và án lệ Baker kiện Nelson không còn có hiệu lực. Những nguyên đơn trong vụ Bourke cho rằng việc một tiểu bang cấm hôn nhân cùng giới hoặc không công nhận tình trạng hôn nhân cùng giới ngoài tiểu bang vi phạm Điều khoản Trình tự công bằng hoặc Điều khoản Bảo vệ bình đẳng của Tu chính án thứ 14.

### Bản tóm tắt
Ngày 16 tháng 1 năm 2015, Tòa án tối cao hợp nhất các vụ kiện DeBoer kiện Snyder, Obergefell kiện Hodges, Bourke kiện Beshear và Tanco kiện Haslam và đồng ý thụ lý vụ kiện. Tòa án tối cao yêu cầu các bên nộp bản tóm tắt về những vấn đề sau:
1. Tu chính án thứ 14 có yêu cầu một tiểu bang phải cấp giấy chứng nhận kết hôn giữa hai người cùng giới không?
2. Tu chính án thứ 14 có yêu cầu một tiểu bang phải công nhận tình trạng hôn nhân giữa hai người cùng giới khi họ được cấp giấy chứng nhận kết hôn hợp lệ ngoài tiểu bang đó không?

148 bên nộp đơn amicus curiae lên Tòa án tối cao về vụ việc, nhiều hơn bất cứ vụ việc nào khác của Tòa án tối cao. Một đơn amicus thay mặt cho 379 doanh nghiệp đề nghị Tòa án tối cao công nhận hôn nhân cùng giới trên cả nước.

### Tranh luận
Tòa án tối cao tổ chức phiên tranh luận vào ngày 28 tháng 4 năm 2015. Luật sư dân quyền Mary Bonauto và luật sư Douglas Hallward-Driemeier đại diện cho các nguyên đơn. Tổng cố vấn pháp lý Hoa Kỳ Donald B. Verrilli Jr., đại diện cho Hoa Kỳ và lập luận ủng hộ cho các nguyên đơn. Cựu Tổng chưởng lý Michigan John J. Bursch và Phó Tổng chưởng lý Tennessee Joseph R. Whalen đại diện cho các tiểu bang. Ngoại trừ Clarence Thomas, những thẩm phán đều đưa ra bình luận và đặt câu hỏi cho các luật sư. Các thẩm phán dường như chia rẽ sâu sắc về cách tiếp cận vấn đề này theo ý thức hệ, với Thẩm phán Anthony Kennedy là người then chốt. Mặc dù phản đối án lệ Windsor, Chánh án John Roberts đưa ra những bình luận cho rằng lệnh cấm có thể cấu thành sự phân biệt đối xử về giới.

## Phán quyết

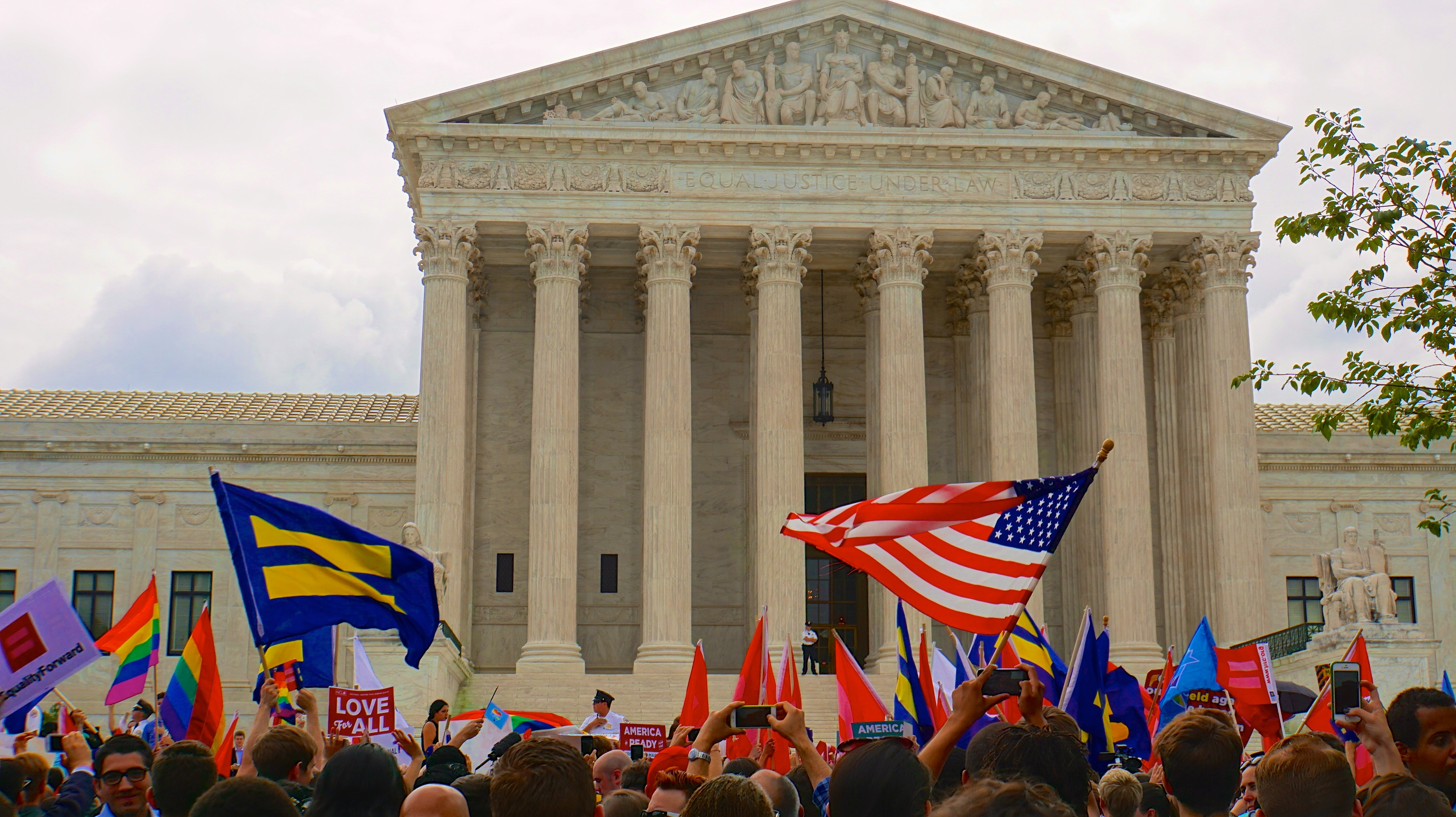
Người ủng hộ bên ngoài trụ sở Tòa án tối cao sau khi phán quyết được công bố, ngày 26 tháng 6 năm 2015.

Ngày 26 tháng 6 năm 2015, Tòa án tối cao bãi bỏ án lệ Baker kiện Nelson và phán quyết rằng Tu chính án thứ 14 Hiến pháp Hoa Kỳ yêu cầu tất cả các tiểu bang phải cấp giấy chứng nhận kết hôn cho cặp đôi cùng giới và công nhận tình trạng hôn nhân hợp lệ của cặp đôi cùng giới được những tiểu bang khác công nhận.
Chánh án Roberts và các thẩm phán Scalia, Thomas và Alito đều viết một ý kiến phản đối. Chánh án Roberts đọc một phần ý kiến phản đối tại tòa, lần đầu tiên ông làm như vậy kể từ khi được bổ nhiệm vào Tòa án tối cao vào năm 2005.

### Ý kiến đa số

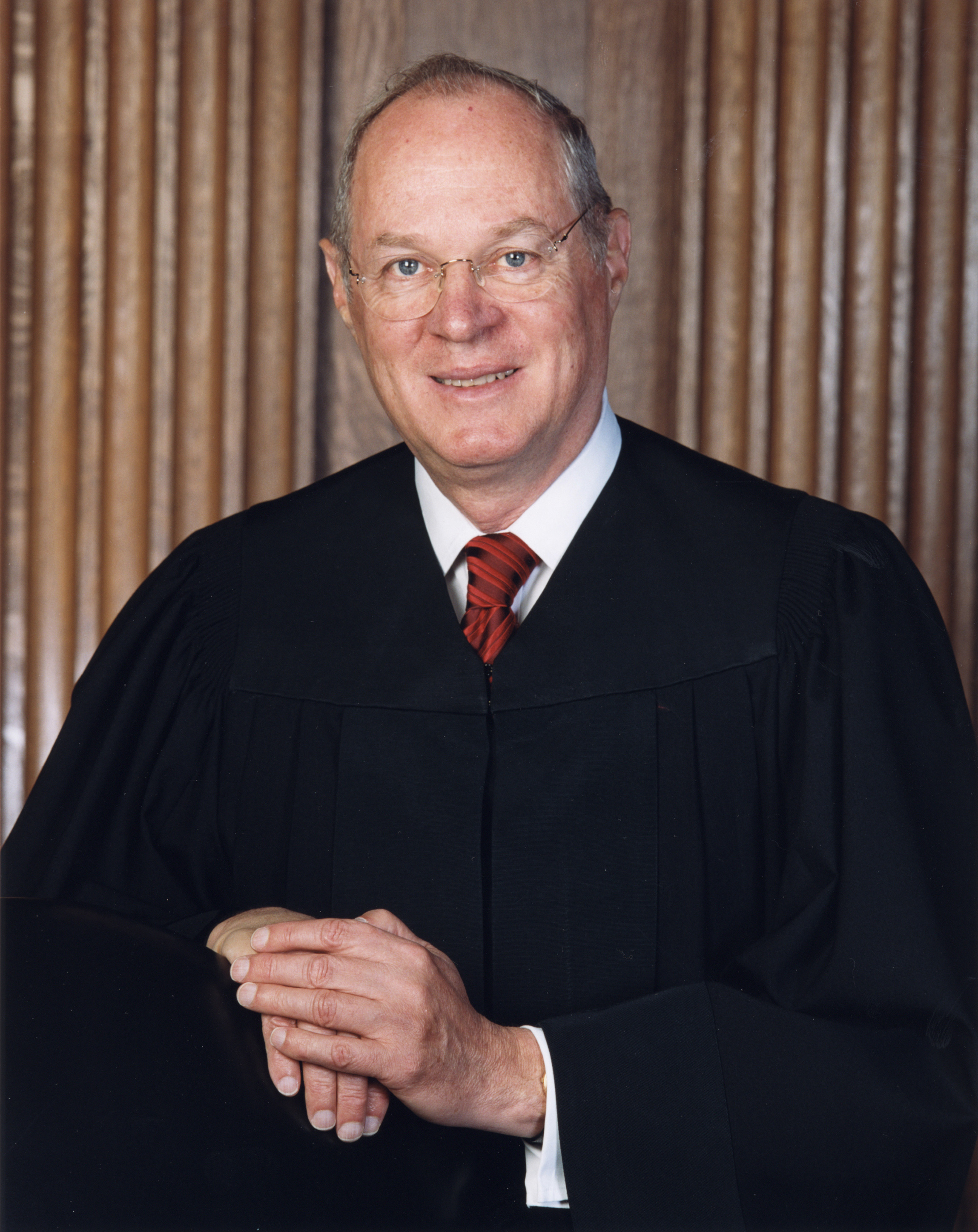
Thẩm phán Anthony Kennedy viết phán quyết của Tòa án tối cao.

Ý kiến đa số của Tòa án tối cao do Thẩm phán Anthony Kennedy chủ biên với sự nhất trí của các thẩm phán Ruth Bader Ginsburg, Stephen Breyer, Sonia Sotomayor và Elena Kagan. Tòa án tối cao tuyên bố lệnh cấm hôn nhân cùng giới của tiểu bang vi phạm Điều khoản Trình tự công bằng và Điều khoản Bảo vệ bình đẳng của Tu chính án thứ 14 Hiến pháp Hoa Kỳ.
Tòa án tối cao nhận định rằng Hiến pháp Hoa Kỳ đảm bảo quyền tự do cho tất cả mọi người thuộc thẩm quyền của Hoa Kỳ, bao gồm quyền xác định, thể hiện danh tính. Căn cứ án lệ Griswold kiện Connecticut, Loving kiện Virginia, Zablocki kiện Redhail và Turner kiện Safley, Tòa án án tối cao khẳng định rằng Điều khoản Trình tự công bằng của Tu chính án thứ 14 đảm bảo quyền cơ bản cốt lõi về nhân phẩm và quyền tự chủ, bao gồm quyền kết hôn.
Tòa án tối cao bác bỏ cách các tiểu bang trình bày vấn đề trong vụ kiện là liệu có "quyền kết hôn cùng giới" hay không và xác định các bị đơn phải chứng minh rằng có lý do chính đáng để tước quyền kết hôn của cặp đôi cùng giới vì hôn nhân được định nghĩa toàn diện theo các án lệ của Tòa án tối cao. Căn cứ án lệ Loving kiện Virginia và Lawrence kiện Texas, Tòa án tối cao cho rằng lịch sử và truyền thống tự nó không đủ để xác định ai có quyền kết hôn vì các nhóm từng bị tước quyền lợi trong quá khứ sẽ luôn bị tước quyền lợi dù cho điều đó có bất công.
Áp dụng án lệ Hoa Kỳ kiện Windsor, Tòa án tối cao liệt kê bốn lý do cặp đôi đồng giới có quyền kết hôn. Thứ nhất, quyền kết hôn gắn liền với quyền tự chủ cá nhân. Thứ hai, quyền kết hôn là một sự cam kết độc nhất về tầm quan trọng giữa hai người mà cặp đôi cùng giới được hưởng. Thứ ba, quyền kết hôn bảo vệ trẻ em và gia đình của cặp đôi cùng giới, mặc dù quyền kết hôn ở Hoa Kỳ không gắn liền với việc sinh sản. Thứ tư, hôn nhân là nền tảng của xã hội và không có sự khác biệt giữa hôn nhân cùng giới và hôn nhân khác giới về nguyên tắc này, nên việc ngăn cản cặp đôi cùng giới kết hôn gây bất hòa xã hội, tước bỏ những quyền lợi của hôn nhân cho cặp đôi đồng giới và gây bất ổn trong mối quan hệ cùng giới mà không có lý do chính đáng.
Kết luận rằng quyền tự do, quyền bình đẳng của người cùng giới bị xâm phạm nghiêm trọng, Tòa án tối cao tuyên bố lệnh cấm hôn nhân cùng giới vi phạm Điều khoản Trình tự công bằng và Điều khoản Bảo vệ bình đẳng của Tu chính án thứ 14 Hiến pháp Hoa Kỳ và yêu cầu tất cả 50 tiểu bang cho phép người cùng giới thực hiện quyền kết hôn theo cùng các điều kiện của người khác giới. Xét rằng sự khác biệt về luật hôn nhân của các tiểu bang gây "tổn hại đáng kể và liên tục" và "sự bất ổn" đối với cặp đôi cùng giới, Tòa án tối cao yêu cầu một tiểu bang phải công nhận tình trạng hôn nhân cùng giới được thực hiện hợp pháp ở những tiểu bang khác.
Tòa án tối cao nhấn mạnh rằng mặc dù trình tự dân chủ có thể là phương tiện thích hợp để quyết định các vấn đề như hôn nhân cùng giới, quyền cơ bản của một cá nhân không chỉ phụ thuộc vào dân chủ vì Hiến pháp Hoa Kỳ đảm bảo quyền cơ bản cho dù dư luận không đồng ý và cơ quan lập pháp không hành động. Ngoài ra, việc để cho vấn đề hôn nhân cùng giới được quyết định theo trình tự dân chủ không giải quyết tình trạng xâm phạm quyền lợi của cặp đôi cùng giới ngay bây giờ.
Tòa án tối cao bác bỏ lập luận rằng hôn nhân cùng giới kết hôn sẽ phương hại đến hôn nhân, làm giảm số lượng hôn nhân khác giới hơn do cắt đứt mối liên hệ giữa sinh sản và hôn nhân là "không thực tế" và xác định rằng các cặp đôi cùng giới đã kết hôn không gây nguy hại cho bản thân hoặc người khác. Tòa án tối cao cũng nhấn mạnh rằng Tu chính án thứ 1 Hiến pháp Hoa Kỳ đảm bảo quyền tự do ngôn luận của người phản đối hôn nhân cùng giới.
Phán quyết của Tòa án tối cao kết thúc như sau:
Không có sự kết hợp nào sâu sắc hơn hôn nhân, vì nó thể hiện những lý tưởng cao nhất về tình yêu, lòng chung thủy, sự tận tụy, sự hy sinh và gia đình. Trong hôn nhân, hai con người trở thành một cái gì đó vĩ đại hơn trước. Một số nguyên đơn trong những vụ kiện này đã chứng minh rằng hôn nhân thể hiện một tình yêu có thể vượt qua cả cái chết. Cho rằng những người đàn ông và phụ nữ này không tôn trọng hôn nhân là một sai lầm. Họ tôn trọng hôn nhân, tôn trọng nó sâu sắc đến mức họ muốn được viên mãn trong cuộc hôn nhân của chính họ. Họ mong muốn không phải bị kết án sống cô đơn, bị loại khỏi một trong những thể chế lâu đời nhất của nền văn minh. Họ yêu cầu được bình đẳng về nhân phẩm trước pháp luật. Hiến pháp trao cho họ quyền đó.

### Ý kiến phản đối

#### Chánh án Roberts

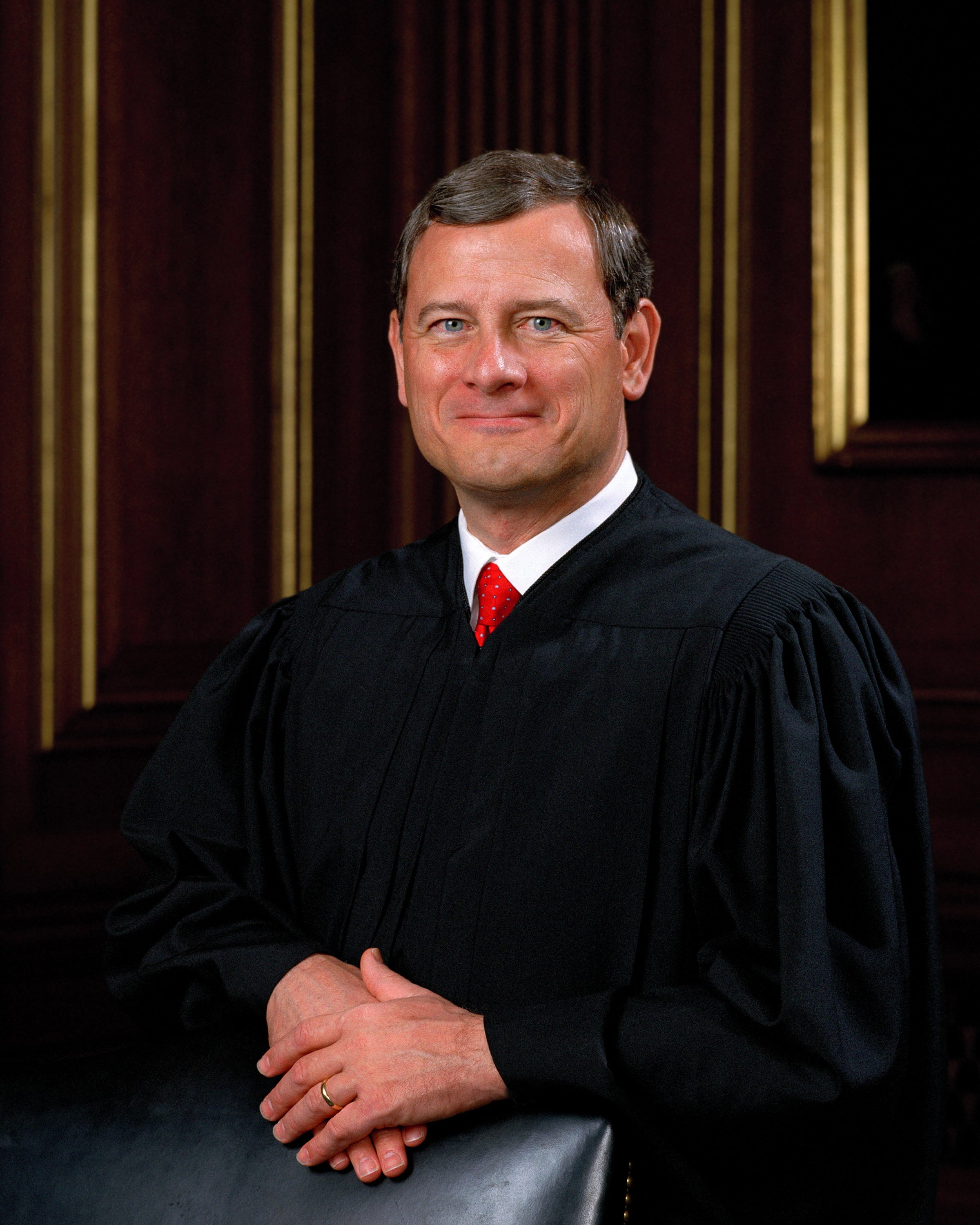
Chánh án John Roberts lập luận rằng việc cấm hôn nhân cùng giới không vi phạm Hiến pháp Hoa Kỳ.

Trong một ý kiến phản đối, Chánh án John Roberts chấp nhận lập luận Điều khoản Trình tự công bằng đảm bảo các quyền cơ bản, nhưng cho rằng Tòa án tối cao đã lạm dụng điều khoản để ban phát các quyền không có trong Hiến pháp Hoa Kỳ. Roberts viết rằng lệnh cấm hôn nhân cùng giới không vi phạm Điều khoản Trình tự công bằng của Tu chính án thứ 14 vì không có án lệ nào của Tòa án tối cao thay đổi cốt lõi của hôn nhân là sự kết hợp giữa một vợ một chồng. Roberts cũng bác bỏ lập luận rằng lệnh cấm hôn nhân cùng giới vi phạm quyền được bảo vệ đời tư vì lệnh cấm không can thiệp cuộc sống hoặc trừng phạt cặp đôi cùng giới. Ngoài ra, Roberts cho rằng lệnh cấm không vi phạm Điều khoản Bảo vệ bình đẳng vì nhà nước có lý do chính đáng: bảo vệ định nghĩa truyền thống của hôn nhân.
Nhìn tổng thể, Roberts tuyên bố rằng hôn nhân có một "định nghĩa phổ quát" là sự kết hợp giữa một vợ một chồng nhằm đảm bảo việc nuôi dạy con cái thành công. Roberts chỉ trích lập luận của Tòa án tối cao dựa vào niềm tin đạo đức hơn là Hiến pháp Hoa Kỳ mà không tham chiếu đến lịch sử và cho rằng phán quyết có thể được dùng để hợp pháp hóa chế độ đa phu thê. Theo ông, Tòa án tối cao đã vi phạm dân chủ và lạm dụng quyền tư pháp, dư luận sẽ không thực sự chấp nhận hôn nhân cùng giới vì Tòa án tối cao đã tự quyết định vấn đề và cảnh báo về hậu quả của phán quyết đối với quyền tự do tôn giáo.

#### Thẩm phán Scalia
Trong một ý kiến phản đối, Thẩm phán Antonin Scalia tuyên bố rằng phán quyết của Tòa án tối cao tước đi "quyền tự quyết" của người dân và vi phạm dân chủ vì vấn đề hôn nhân cùng giới đang được tích cực tranh luận. Scalia khẳng định rằng lệnh cấm không vi phạm Tu chính án thứ 14 vì lệnh cấm sẽ không bị coi là vi hiến khi Tu chính án thứ 14 được phê chuẩn. Ông chỉ trích phán quyết của Tòa án tối cao là không có cơ sở pháp lý vì hủy bỏ luật mà Tu chính án thứ 14 không cấm và làm giảm uy tín của Tòa án tối cao về tư duy luật và khả năng phân tích.

#### Thẩm phán Thomas

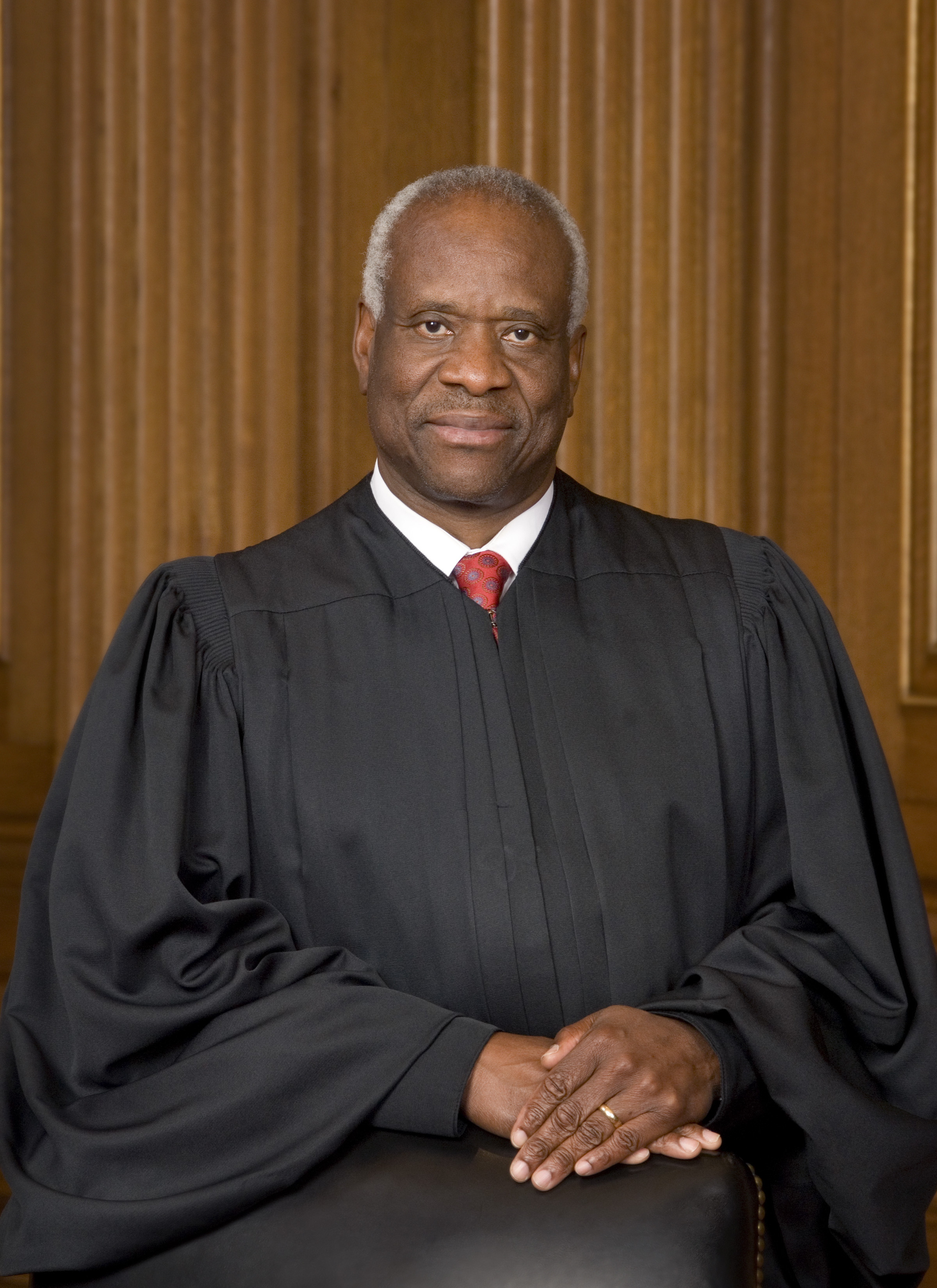
Thẩm phán Clarence Thomas bác bỏ nguyên tắc trình tự công bằng về nội dung.

Trong một ý kiến phản đối, Thẩm phán Clarence Thomas bác bỏ nguyên tắc trình tự công bằng về nội dung và cho rằng Tòa án tối cao đã lạm dụng nguyên tắc để lồng ghép quan điểm cá nhân về các quyền cơ bản vào phán quyết, xa rời Hiến pháp, phá hoại dân chủ và xâm phạm nguyên tắc quyền lực thuộc về nhân dân. Thomas lập luận rằng Điều khoản Trình tự công bằng chỉ đảm bảo quyền không bị "cưỡng chế về thân thể" và lệnh cấm hôn nhân cùng giới không vi phạm Hiến pháp Hoa Kỳ vì quyền tự do theo truyền thống là tự do tiêu cực, không phải là tự do tích cực như quyền được cấp giấy chứng nhận kết hôn. Theo Thomas, phán quyết của Tòa án tối cao làm suy yếu tiến trình chính trị và đe dọa quyền tự do tôn giáo. Cuối cùng, Thomas bác bỏ lập luận rằng hôn nhân nâng cao nhân phẩm của cặp đôi cùng giới vì nhân phẩm không phải là thứ nhà nước ban phát mà là một quyền tự nhiên vốn có trong mỗi con người.

#### Thẩm phán Alito
Trong một một ý kiến phản đối, Thẩm phán Samuel Alito trích dẫn án lệ Glucksberg để lập luận rằng Hiến pháp Hoa Kỳ chỉ đảm bảo các quyền tự do ăn sâu, bám rẽ trong lịch sử, truyền thống của Hoa Kỳ, nên quyền kết hôn cùng giới không tồn tại. Alito chấp nhận tiền đề của các tiểu bang rằng lệnh cấm hôn nhân cùng giới có mục đích chính đáng là khuyến sinh và đảm bảo môi trường nuôi dạy con cái tốt nhất. Alito bày tỏ lo ngại rằng phán quyết của Tòa án tối cao sẽ bị lợi dùng để công kích niềm tin của những người phản đối hôn nhân cùng giới và cảnh báo về nguy cơ lạm dụng quyền tư pháp.

## Tác động

### Phản ứng ban đầu

#### Ủng hộ

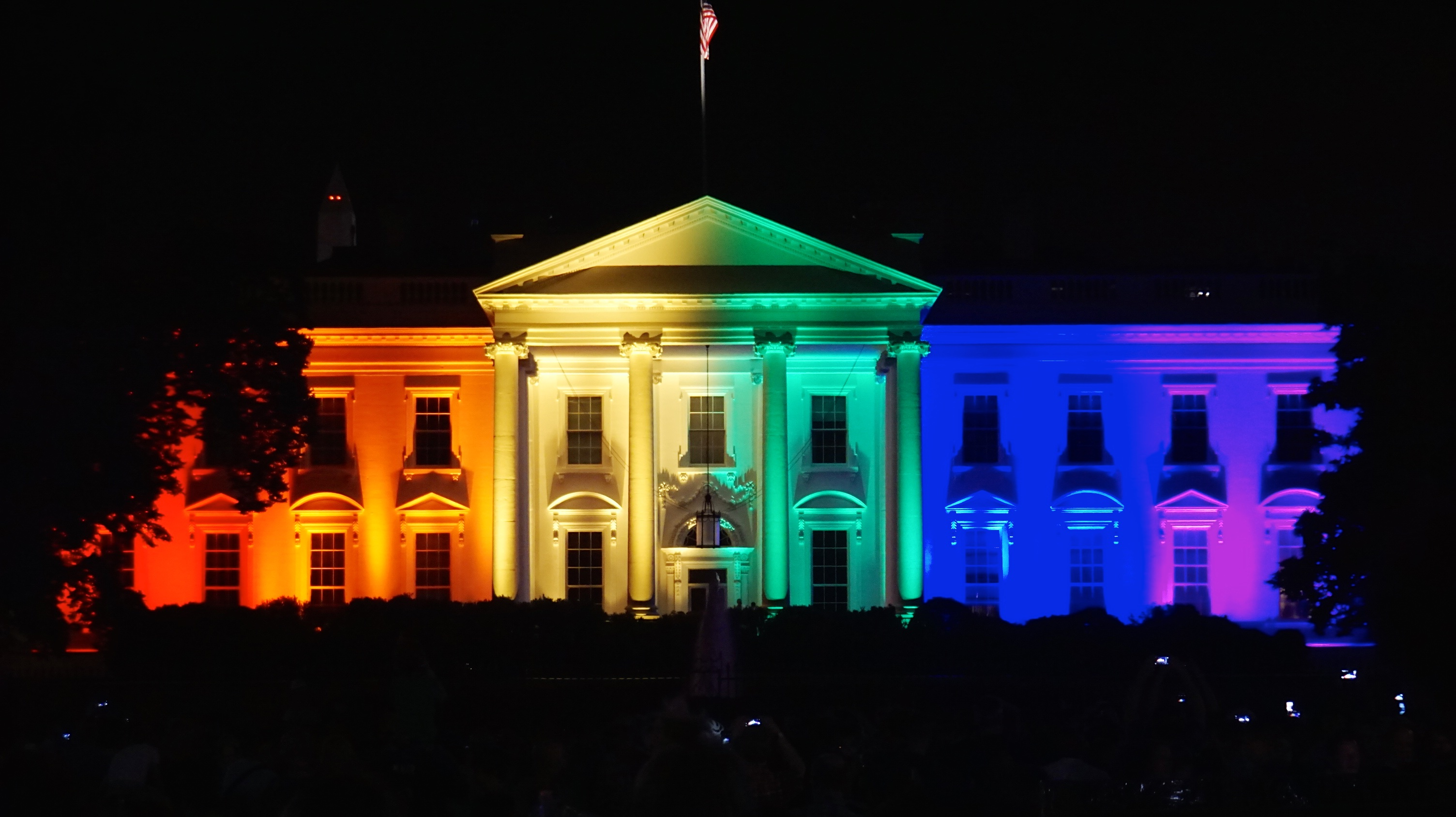
Nhà Trắng được chiếu sáng bằng những màu sắc cầu vồng của lá cờ LGBT sau khi phán quyết của Tòa án tối cao được công bố.

Jim Obergefell bày tỏ vui mừng về phán quyết của Tòa án tối cao và mong rằng hôn nhân cùng giới từ nay sẽ được gọi là hôn nhân. Tổng thống Barack Obama ca ngợi quyết định của Tòa án tối cao là "chiến thắng cho nước Mỹ".

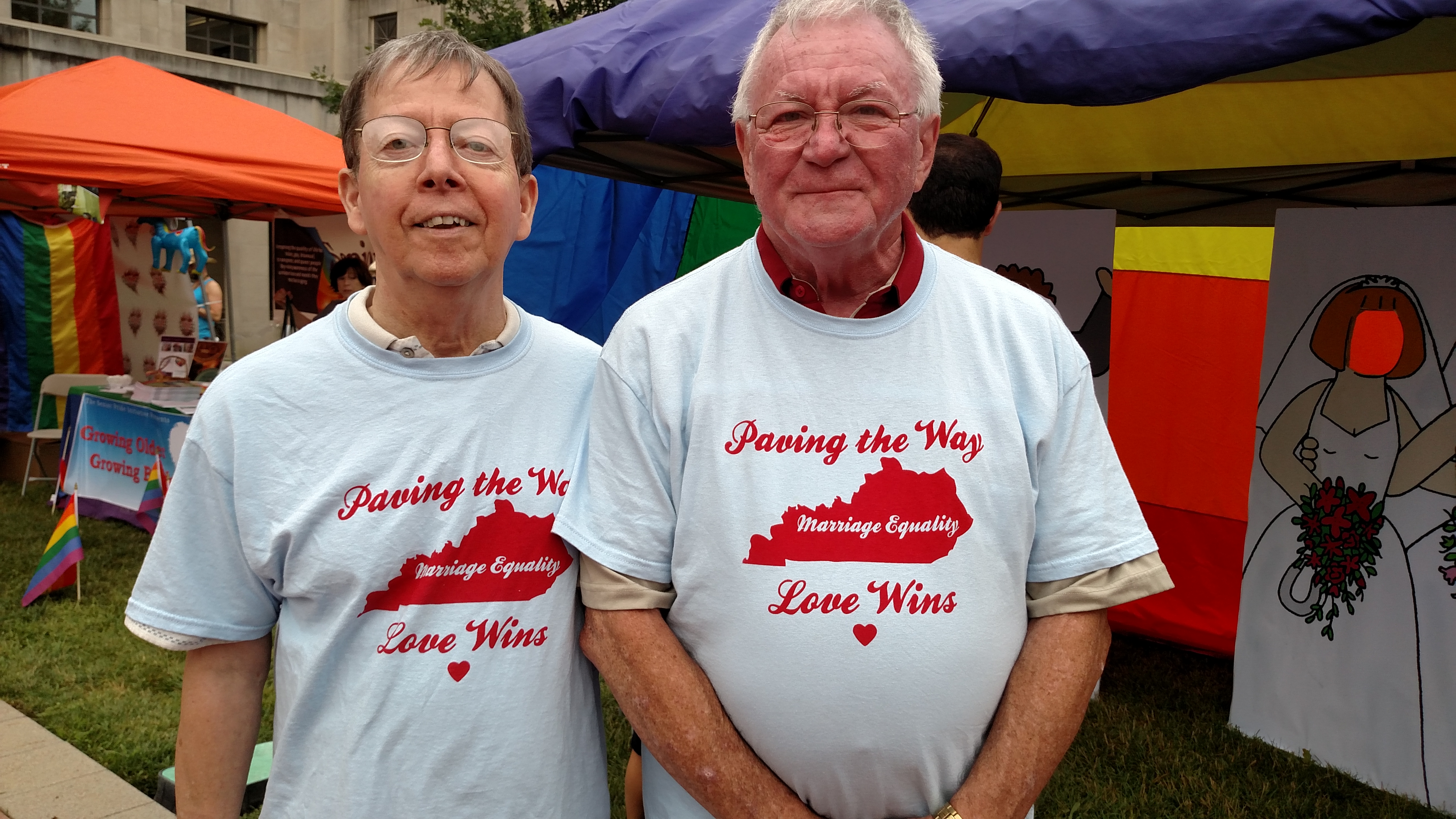
Jimmy Meade (trái) và Luke Barlowe (phải) tại Lễ hội Tự hào Lexington ở Kentucky, ngày 27 tháng 6 năm 2015.

Hàng trăm công ty ở Hoa Kỳ bổ sung cầu vồng và các thông điệp ủng hộ hôn nhân cùng giới vào logo của họ trên phương tiện truyền thông xã hội. Những người ủng hộ ăn mừng phán quyết trên mạng xã hội, các cuộc mít tinh công cộng và các cuộc diễu hành Tự hào LGBT. Các nhà bình luận truyền thông nhấn mạnh đoạn kết trong phán quyết của Tòa án tối cao như một tuyên bố quan trọng phản bác nhiều lập luận của những người phản đối hôn nhân cùng giới và tương tự ngôn ngữ trong án lệ Loving kiện Virginia và Griswold kiện Connecticut.
Năm 2015, tạp chí The Advocate bình chọn Thẩm phán Anthony Kennedy và bốn thẩm phán ủng hộ ông là Nhân vật của năm nhờ phán quyết này.

#### Phản đối
Tổng chưởng lý Texas Ken Paxton lên án phán quyết của Tòa án tối cao là "phi pháp" và cam kết bào chữa pháp lý miễn phí cho những cán bộ từ chối cấp giấy chứng nhận kết hôn cho cặp đôi cùng giới vì lý do tôn giáo. Cựu thống đốc Arkansas Mike Huckabee chỉ trích Tòa án tối cao chuyên quyền và vi phạm Hiến pháp Hoa Kỳ. Austin R. Nimocks, cố vấn cấp cao của Liên minh Bảo vệ Tự do, một tổ chức phản đối hôn nhân cùng giới, cáo buộc Tòa án tối cao vi phạm quyền tự do ngôn luận của dư luận Hoa Kỳ về vấn đề hôn nhân cùng giới. Các tạp chí Kitô giáo National Catholic Register và Christianity Today bày tỏ mối lo ngại rằng phán quyết có thể xâm phạm quyền tự do tôn giáo.

### Chấp hành
Nhiều quận ở các tiểu bang Alabama, Texas và Kentucky từ chối cấp giấy chứng nhận kết hôn cho cặp đôi cùng giới. Ngoài ra, tình trạng pháp lý của hôn nhân cùng giới ở Samoa thuộc Mỹ vẫn chưa được xác định.

#### Alabama

Quận ở Alabama cấp giấy chứng nhận kết hôn cho tất cả cặp đôi (xanh) và ngừng cấp giấy chứng nhận kết hôn (tím) trước ngày 29 tháng 8 năm 2019

Đến ngày 4 tháng 9 năm 2015, 11 quận của Alabama ngừng cấp giấy chứng nhân kết hôn: Autauga, Bibb, Chambers, Choctaw, Clarke, Cleburne, Covington, Elmore, Geneva, Pike và Washington.
Ngày 6 tháng 1 năm 2016, Chánh án Tòa án tối cao Alabama Roy Moore ra lệnh cấm văn phòng đăng ký hộ tịch của tiểu bang cấp giấy chứng nhận kết hôn cho cặp đôi cùng giới; ông bị điều tra vi phạm đạo đức công vụ vào tháng 5 và sau đó bị đình chỉ chức vụ từ tháng 9 vì lệnh này. 11 quận được liệt kê ở trên tiếp tục từ chối cấp giấy chứng nhận kết hôn cho cặp đôi cùng giới, trong khi quận Elmore và Marengo bắt đầu ngừng cấp giấy chứng nhận kết hôn.
Cho đến tháng 6 năm 2019, tám quận vẫn từ chối cấp giấy chứng nhận kết hôn cho tất cả cặp đôi: Autauga, Clarke, Cleburne, Covington, Elmore, Geneva, Pike và Washington.
Tháng 5 năm 2019, Thống đốc Alabama Kay Ivey ký ban hành một đạo luật bỏ yêu cầu cán bộ hộ tịch thực hiện lễ kết hôn mà chỉ cần tiếp nhận giấy chứng nhận kết hôn được công chứng của các cặp đôi. Sau khi đạo luật có hiệu lực, tám quận còn lại bắt đầu cấp giấy chứng nhận kết hôn.

#### Texas
Sáu quận của Texas ban đầu từ chối cấp giấy chứng nhận kết hôn cho cặp đôi cùng giới: Hood, Irion, Loving, Mills, Swisher và Throckmorton. Swisher và Throckmorton bắt đầu cấp giấy chứng nhận kết hôn vào tháng 8 năm 2015, Loving và Mills bắt đầu chấp hành vào tháng 9. Từ ngày 4 tháng 9 năm 2015, Quận Irion là quận duy nhất từ chối cấp giấy chứng nhận kết hôn vì cán bộ văn phòng đăng ký hộ tịch phản đối hôn nhân cùng giới vì lý do tôn giáo. Sau cuộc bầu cử Hoa Kỳ năm 2020, Thư ký Quận Irion mới tuyên bố sẽ cấp giấy chứng nhận kết hôn cho cặp đôi cùng giới.

#### Kentucky
Ba quận của Kentucky từ chối giấy chứng nhận kết hôn cho cặp đôi cùng giới: Whitley, Casey và Rowan. Thư ký Quận Rowan Kim Davis từ chối cấp giấy chứng nhận kết hôn cùng giới vì lý do tôn giáo dựa trên Tu chính án thứ 1 Hiến pháp Hoa Kỳ và Hiến pháp Kentucky. Ngày 13 tháng 4 năm 2016, Thống đốc Kentucky Matt Bevin ký ban hành một đạo luật hợp nhất các mẫu giấy chứng nhận kết hôn dành cho cặp đôi khác giới và cặp đôi cùng giới thành một mẫu chung có ngôn ngữ trung lập về giới nhằm giải quyết vấn đề. Từ ngày 22 tháng 6 năm 2016, tất cả các quận của Kentucky đều cấp giấy chứng nhận kết hôn cùng giới.

#### Lãnh thổ của Hoa Kỳ
Guam đã công nhận hôn nhân cùng giới từ ngày 9 tháng 6 năm 2015. Ngày 26 tháng 6 năm 2015, thống đốc Puerto Rico tuyên bố sẽ chấp hành phán quyết của Tòa án tối cao và bắt đầu công nhận hôn nhân cùng giới trong vòng 15 ngày. Các cặp đôi cùng giới bắt đầu kết hôn tại Puerto Rico vào ngày 17 tháng 7 và vụ kiến cuối cùng chống hôn nhân cùng giới bị bác bỏ vào ngày 11 tháng 4 năm 2016. Thống đốc Quần đảo Bắc Mariana và Quần đảo Virgin thuộc Mỹ lần lượt tuyên bố sẽ chấp hành phán quyết của Tòa án tối cao.

#### Biệt khu thổ dân châu Mỹ
Phán quyết của Tòa án tối cao không được áp dụng tại các biệt khu thổ dân châu Mỹ vì Quốc hội chứ không phải tòa án liên bang có thẩm quyền pháp lý đối với các biệt  khu. Các bộ lạc người Mỹ bản địa được công nhận tiếp tục có quyền làm luật hôn nhân riêng.

## Luật hóa

### Luật Tôn trọng hôn nhân (2022)

Kết quả biểu quyết Luật Tôn trọng hôn nhân tại Thượng viện
Hai phiếu tán thành
Một phiếu tán thành, một thượng nghị sĩ không tham gia biểu quyết
Một phiếu tán thành, một phiếu không tán thành
Hai phiếu không tán thành
Một phiếu không tán thành, một thượng nghị sĩ không tham gia biểu quyết

Ngày 19 tháng 7 năm 2022, Hạ viện thông qua dự Luật Tôn trọng hôn nhân. Ngày 29 tháng 11, Thượng viện thông qua dự luật sửa đổi, với hầu hết các thượng nghị sĩ Đảng Cộng hòa từ Nam Hoa Kỳ biểu quyết không tán thành. Ngày 8 tháng 12, Hạ viện chấp nhận sửa đổi của Thượng viện. Ngày 13 tháng 12 năm 2022, Tổng thống Biden ký ban hành đạo luật. Luật Tôn trọng hôn nhân quy định chính phủ liên bang, tất cả các tiểu bang và các lãnh thổ của Hoa Kỳ phải công nhận tình trạng hôn nhân cùng giới và khác chủng tộc nếu được thực hiện hợp lệ tại nơi khác, bao gồm Samoa thuộc Mỹ, lãnh thổ cuối cùng của Hoa Kỳ từ chối thực hiện hoặc công nhận hôn nhân cùng giới. Đạo luật bãi bỏ Luật Bảo vệ hôn nhân và luật hóa một số phần của án lệ Obergefell kiện Hodges, Hoa Kỳ kiện Windsor và Loving kiện Virginia.